# لکی (آق‌داش)
لکی (به لاتین: Ləki) یک منطقه مسکونی در جمهوری آذربایجان است که در شهرستان آق‌داش واقع شده است. لکی ۳۹۴۱ نفر جمعیت دارد.